# Hotelangrebet i Bamako 2015
Hotelangrebet i Bamako skete den 20. november 2015. Ved angrebet skød terrorister imod og stormede Radisson Blu-hotellet i Bamako, hovedstaden i Mali. Ved en efterfølgende gidseltagning på hotellet blev 170 mennesker holdt fanget, og terroristerne dræbte i alt 19 menneske ifølge rapporter, før militæret stormede hotellet og befriede gidslerne. Al-Mourabitoun, en afrikansk jihadgruppe, der samarbejder med al-Qaeda, har på deres Twitter-konto taget ansvaret for angrebet.
Malis præsidentkontor rapporterede om 19 dræbte. Blandt de dræbte var to civile fra Mali, 6 russere, 3 kinesere, en israeler og en belgier, der var wallonsk parlamentarisk embedsmand, samt en amerikansk statsborger. Seks dræbte var ansatte fra det russiske luftfartsselskab Volga-Dneper Airline.

## Ofre
| Nationalitet | Døde | Ref.   |
| ------------ | ---- | ------ |
| Rusland      | 6    | [ 11 ] |
| Kina         | 3    | [ 11 ] |
| Belgien      | 2    | [ 8 ]  |
| Mali         | 2    | [ 8 ]  |
| Israel       | 1    | [ 12 ] |
| USA          | 1    | [ 9 ]  |
| Ukendt       | 4    |        |
| Total        | 19   | [ 4 ]  |